# Īga
Īga (in telugu ఈగ, Hunter: Eega, lett. "la mosca") è un film del 2012 sceneggiato e diretto da Ś. Ś. Rājamauḷi.
La produzione, affidata alla casa cinematografica Vārāhi Calana Citraṁ di Sāyi Korrapāṭi, ebbe un budget stimato in ₹30-40 karōṛa (6-7 milioni USD). Girata in contemporanea anche in tamil col titolo Nāṉ Ī (in tamil நான் ஈ, Hunter: Naan Ee, lett. "io, la mosca"), la pellicola vide la partecipazione degli astri del cinema Nāni, Samantha e Sudīp. M. M. Kīravāṇi compose i brani della colonna sonora e la musica di sottofondo, mentre K. K. Seṁthil Kumār fu il direttore della fotografia. Janārdhana Maharṣi e Crazy Mohan curarono rispettivamente i dialoghi per le versioni telugu e tamil.
La narrazione prende forma di una favola della buonanotte, narrata da un padre alla propria figlia. Il protagonista Nāni, innamoratosi della sua vicina di casa Biṁdu, è assassinato da un facoltoso industriale di nome Sudīp, che considera Nāni un rivale in amore perché anch'egli attratto da Biṁdu. Nāni allora si reincarna in una mosca e cerca di proteggere Biṁdu dall'ossessivo Sudīp, bramando contro di lui vendetta per l'assassinio subito nella vita precedente.
L'idea del film nacque a metà degli anni Novanta da una conversazione in cui il padre di Rājamauḷi, lo sceneggiatore V. Vijayēndra Prasād, scherzò con Rājamauḷi riguardo all'idea di una mosca che anelava vendetta contro un essere umano. Rājamauḷi riconsiderò quest'idea dopo aver terminato Maryāda Rāmanna (2010), conferendo alla trama la veste di sceneggiatura per un film. La produzione prese il via il 7 dicembre 2010 presso i Ramanaidu Studios di Hyderabad. La lavorazione iniziò pochi mesi dopo, il 22 febbraio 2011, proseguendo per un anno fino alla fine di febbraio 2012. Makuta VFX e Annapurna Studios supervisionarono rispettivamente gli effetti visivi e il processo di digital intermediate.
Le due versioni del film, insieme con una versione doppiata in malayālaṃ dal titolo Īcca (in malayalam ഈച്ച, Hunter: Eecha), furono distribuite il 6 luglio 2012 in circa 1 100 sale in tutto il mondo. La recitazione degl'interpreti (in particolare di Nāni, Sudīp e Samantha), la regia di Rājamauḷi e gli effetti visivi incontrarono il plauso della critica sin dal momento dell'uscita del film. Īga fu uno dei film telugu col maggior incasso dell'anno, riscuotendo più di ₹125 karōṛa (23 milioni USD). La pellicola conquistò due National Film Awards (miglior lungometraggio in telugu e migliori effetti speciali), cinque South Filmfare Awards tra cui per il miglior film in telugu, miglior regista in telugu, miglior attrice in telugu (Samantha) e miglior attore non protagonista in telugu (Sudīp) e tre South Indian International Movie Awards. Al Toronto After Dark Film Festival vinse nove premi, tra cui quello per il miglior film originale e fu inserito tra i «25 migliori film stranieri del decennio» da The Ringer.

## Trama

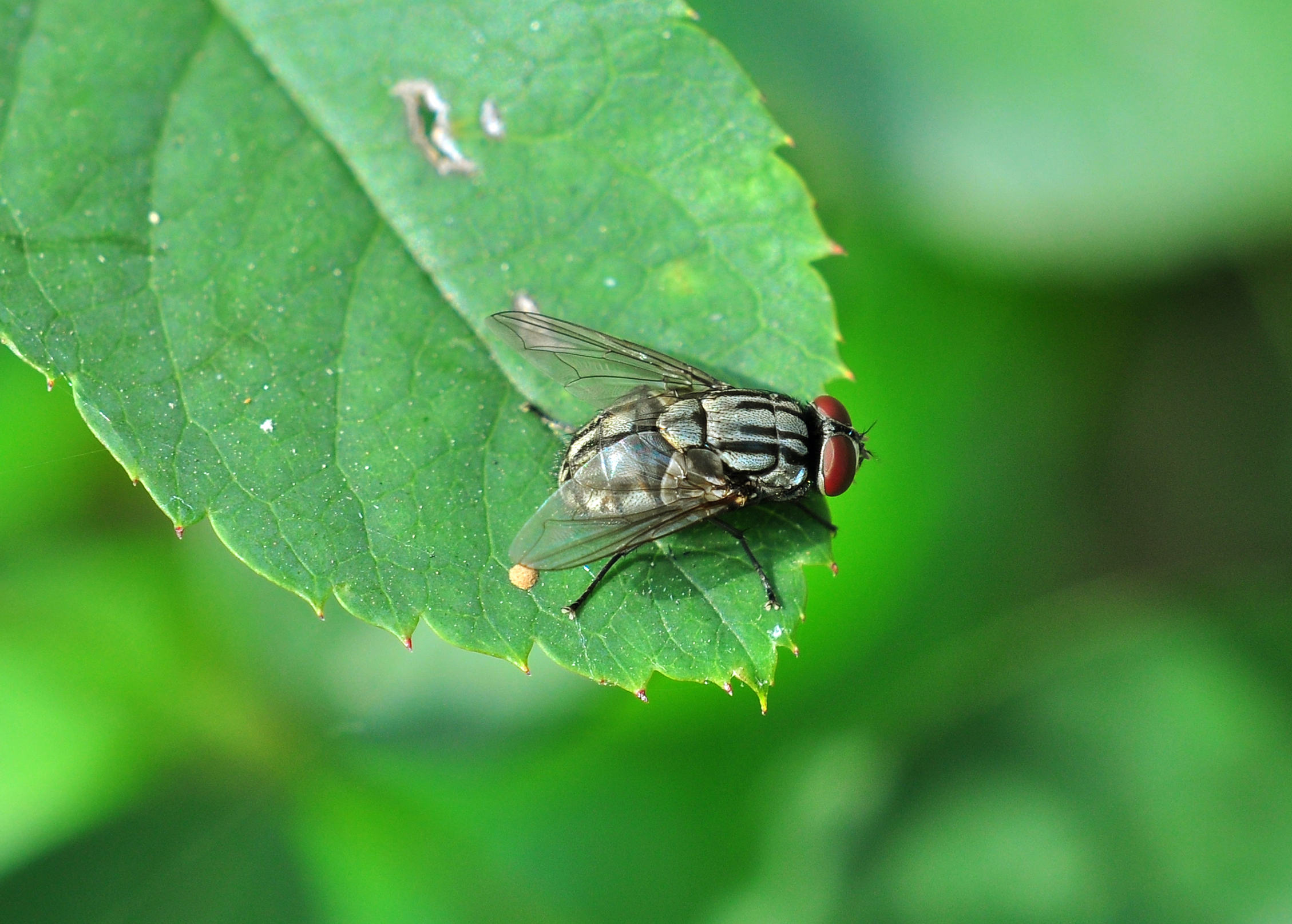
Un esemplare di Musca domestica, qui fotografato nel Bengala Occidentale.

Una bimba che non riesce a dormire chiede al padre di raccontarle una favola della buonanotte. Quantunque inizialmente riluttante, il padre le racconta la storia di una mosca di nome Nāni.
Nāni è un giovane di Hyderabad specializzato nella preparazione di fuochi d'artificio. È innamorato della sua vicina Biṁdu, una microartista che dirige una ONG e che corrisponde a sua volta ai sentimenti del ragazzo, seppur in segreto. Nel tentativo di raccogliere fondi per la sua ONG, Biṁdu fa visita all'ufficio di un ricco e potente magnate di nome Sudīp, il quale la trova attraente al primo sguardo e inizia a bramarla per sé, tanto da farle dono di ₹15 lākha (28 mila USD), per farsela amica. Col passare dei giorni, però, le insistenti avances di Sudīp falliscono miseramente, tanto che Biṁdu non arriva neppure a comprendere le intenzioni del suo facoltoso spasimante. Un giorno Sudīp vede Nāni parlare con Biṁdu e si rende conto che i due son attratti l'un l'altra; considerando quindi Nāni come un rivale in amore, Sudīp progetta di eliminare il ragazzo. Una notte, Nāni convince Biṁdu ad aiutarlo a finire un'opera di microarte: un ciondolo a forma di cuore ricavato da una matita. Pochi attimi dopo Nāni è rapito da Sudīp, che lo soffoca a morte cercando poi di far passare la morte del ragazzo come un incidente. Prima di morire, Nāni maledice Sudīp, giurando di ucciderlo se avesse cercato di nuocere a Biṁdu. Ignara dell'accaduto, Biṁdu confessa per telefono il suo amore per Nāni, oramai in punto di morte: è questa l'ultima frase che Nāni sente prima di morire. Mentre Sudīp si allontana dal luogo del delitto, scortato dai suoi uomini, Nāni si reincarna in una mosca, senz'alcun ricordo della sua vita precedente.
Un incontro con Sudīp prima e con Biṁdu poi riattiva però la memoria di Nāni, divenuto mosca, che inizia a progettare la vendetta contro il proprio carnefice. Sudīp chiede alla triste Biṁdu di accompagnarlo a Nuova Delhi; nella capitale, egli ha in programma un incontro col ministro dell'istruzione, a cui promette di presentare l'ONG di Biṁdu, aiutandola così a ottenere un riconoscimento nazionale. In viaggio verso l'aeroporto, Sudīp subisce però un incidente stradale cagionato dalla mosca Nāni, che gli scrive sul parabrezza I will kill you, rendendo Sudīp paranoico. Incontrata Biṁdu nella sua camera da letto, la mosca si serve delle lacrime della ragazza per scriverle sulla scrivania: «Sono Nāni nato di nuovo» (in telugu నేను నాని మళ్ళీ పుట్టాను, Nēnu Nāni maḷḷī puṭṭānu), rivelando così la propria identità. La mosca chiarisce a Biṁdu le dinamiche della morte di Nāni e i due stabiliscono di unire le proprie forze per uccidere Sudīp. Nel frattempo, l'ossessione di Sudīp per la mosca arriva a condizionare la sua vita professionale e privata. In un vortice di eventi, un incendio cagionato dalla mosca riduce in cenere il denaro sporco di Sudīp, lasciandolo al verde.
Sudīp si rivolge prima ad un accademico per comprendere i motivi delle sue sventure, ma è poi uno stregone di nome Tantra a rivelargli che la mosca non è altri che Nāni stesso in cerca di vendetta. Sudīp, intimorito, tenta di uccidere la mosca Nāni a casa sua, ma questa riesce a sfuggirgli dopo aver causato un cortocircuito e un incendio, che bloccano le uscite dalla stanza. Lo stregone Tantra muore e Sudīp stesso rimane privo di sensi a causa del fumo. Nāni e Biṁdu credono Sudīp morto, ma egli riesce a salvarsi grazie all'intervento del suo socio in affari Āditya. Sudīp scopre dall'analisi delle videocamere di sorveglianza che Biṁdu sta dando manforte alla mosca e s'infuria, arrivando ad uccidere il socio Āditya per riscuotere una polizza assicurativa da ₹ 700 karōṛa (130 milioni USD) e impedire ai suoi investitori d'intraprendere azioni legali contro la sua azienda.
Sudīp porta Biṁdu a casa sua per interrogarla, e Nāni li segue. Biṁdu tenta invano di pugnalare Sudīp con un taglierino, che para il colpo e la trattiene in ostaggio, minacciandola a sua volta di morte per costringere così Nāni ad esporsi per salvarla. Nāni riesce a cagionare una grave ferita a Sudīp servendosi di un ago da cucito. Dopo un'intensa lotta, Sudīp recide un'ala di Nāni prima di pugnalarlo a morte col suo stesso ago. Consapevole di esser in fin di vita, in un ultimo disperato tentativo di eliminare Sudīp, Nāni si cosparge di polvere da sparo e si getta dentro un cannone, caricato con una palla d'acciaio, che la mosca innesca gettandosi nella fiamma di un fiammifero acceso. Il cannone spara e il proiettile trapassa il petto di Sudīp colpendo poi una bombola d'ossigeno, che provoca una violenta deflagrazione in cui Sudīp perde la vita e l'intera casa va a fuoco. Biṁdu, in lutto ma sfuggita illesa dall'inferno di fiamme, si strugge per Nāni e ricava un amuleto dalla sua ala. Un giorno, mentre è in viaggio per lavoro, Biṁdu riceve le avances di un nuovo spasimante; tuttavia Nāni, tornato a nuova vita questa volta sotto le spoglie di ape, lo attacca con un ago da cucito e annuncia di essere nuovamente tornato.
La bimba rimane colpita dalla storia della mosca narrata dal padre. Durante i titoli di coda, il padre racconta il destino di un ladro ubriacone che ha fatto irruzione nella casa di Biṁdu all'inizio della storia. Il ladro cambia vita, riuscendo anche ad ottenere un visto di lavoro per Dubai, dopo aver origliato per caso una dichiarazione d'amore che Biṁdu rivolge alla mosca Nāni, credendo erroneamente che Biṁdu si stesse rivolgendo a lui.

## Produzione

### Sviluppo
(— Rājamauḷi nell'ottobre 2012 sull'origine del film.)
L'idea d'Īga nacque a metà degli anni '90 dalla mente dello sceneggiatore V. Vijayēndra Prasād, che per scherzo suggerì al figlio Ś. Ś. Rājamauḷi l'idea di una mosca domestica che bramava vendetta contro un essere umano. Prasād diede in séguito a quest'idea la foggia di una sceneggiatura per un lungometraggio in lingua inglese ambientato nel Nordamerica del 1830, in cui un ragazzo afroamericano perde la vita nel tentativo di liberare la sua famiglia dalla schiavitù, reincarnandosi poi in una mosca. Dopo aver completato Maryāda Rāmanna (2010), Rājamauḷi riconsiderò questo spunto di trama, in un momento in cui percepiva il desiderio di dirigere un film che potesse distinguersi da qualsiasi altro. Il regista-sceneggiatore stabilì quindi che Īga dovess'essere un film bilingue, in telugu e tamil; ogni scena, inclusi i dialoghi, fu pertanto girata due volte, una per ogni lingua. La versione tamil, titolata Nān Ī, segnò il debutto alla regia di Rājamauḷi nel cinema tamil. La pellicola fu presentata da D. Surēṣ Bābu della Suresh Productions.
Per la prima volta nella sua carriera, Rājamauḷi iniziò a contattare attori per il casting solo dopo aver finalizzato la sceneggiatura, riconoscendo che la trama richiedeva attori adatti ai ruoli. Nāni, il protagonista, fu il primo tra i tre attori principali ad essere scritturato e completò le riprese per le sue scene in 25 giorni. Samantha, la seconda ad essere selezionata, venne designata come protagonista femminile. Rājamauḷi scritturò poi Sudīp per il ruolo del rivale, impressionato dalla performance dell'attore in Raṇa (2010); scelse poi il rapper Noel Sean per il ruolo dell'amico di Nāni. Sudīp trasse ispirazione per il proprio ruolo dal film canarese Bhakta Prahlāda (1983) e disse di ritenere il suo personaggio un «cattivo» con delle «sfumature grigie» piuttosto che un vero e proprio antagonista.
Il cugino di Rājamauḷi, S. S. Kaṁci, fece da script doctor e rifinì la sceneggiatura, mentre Janārdhana Maharṣi e Crazy Mohan curarono i dialoghi rispettivamente per le versioni telugu e tamil, stabilendo così la loro prima collaborazione artistica con Rājamauḷi. James Fowlds, inizialmente designato come direttore della fotografia, fu poi sostituito da K. K. Seṁthil Kumār a causa d'impegni concomitanti e di divergenze d'opinioni nel processo creativo. M. M. Kīravāṇi compose la colonna sonora del film; Kōṭagiri Veṁkaṭēśvara Rāvu montò la pellicola, Ravīṁdar Reḍḍi ne fu direttore artistico e la moglie di Rājamauḷi, Ramā, lavorò ai costumi di scena.
Il 7 dicembre 2010 si tenne una cerimonia di lancio ufficiale per l'inizio della produzione del film ad Hyderabad. Una prima versione fu girata nell'arco di sei mesi e costò circa ₹11 karōṛa (2,15 USD); Rājamauḷi giudicò tuttavia la qualità del materiale di questa prima versione scadente e decise di ricominciare daccapo le riprese. L'ammontare finale delle spese per il film è stato complessivamente stimato tra i ₹ 30 (5,87 milioni USD) e i ₹ 40 karōṛa (7,82 milioni USD).

### Riprese

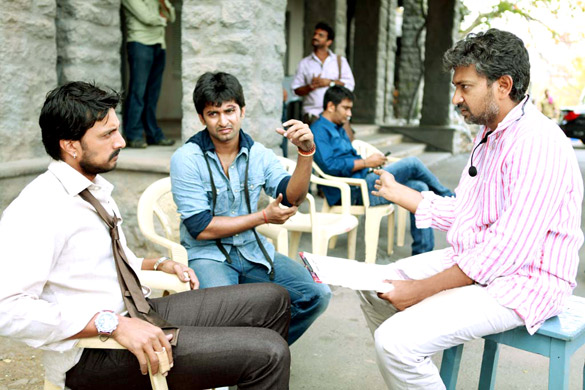
Sudīp (a sinistra), Nāni (al centro) e Rājamauḷi durante le riprese

La lavorazione ebbe inizio il 22 febbraio 2011 ad Hyderabad e il novanta per cento delle scene furono girate in città presso i Ramanaidu Studios. All'inizio di marzo 2011, una sequenza del film fu filmata al tempio Sītā Rāmacandra Svāmi ad Ammapalli, nei pressi di Shamshabad. Le scene con Nāni, Samantha e Sudīp furono girate durante il primo gruppo di riprese, completato il 16 marzo. Le riprese s'interruppero ad aprile a causa di una controversia sindacale in corso tra lavoratori e produttori, durante la quale Rājamauḷi considerò l'idea di spostare Īga fuori da Hyderabad se lo sciopero fosse perdurato. Le riprese proseguirono a Kokapet agl'inizi di settembre 2011; la lavorazione fu finalizzata alla fine di febbraio 2012, quand'ebbe inizio la post-produzione.
Secondo quanto riferito da Rājamauḷi, la troupe cinematografica consultava quotidianamente un video 3D dello storyboard prima di girare ogni scena, al completamento della quale le procedure di montaggio e di ri-registrazione erano eseguite con una semplice animazione su scala di grigi. Per la lavorazione furono impiegate una telecamera Arri Alexa, un obiettivo fisso e gru Scorpio e Strada, mentre per la macrofotografia furono utilizzati un obiettivo a sonda e un'illuminazione ad alta intensità. Seṁthil Kumār dovette ricorrere a un obiettivo speciale con un diaframma minimo di f8.0; data l'ampiezza delle aperture si rendeva quindi necessaria un'illuminazione ad alta intensità per ottenere scatti accettabili. Furono impiegate telecamere GoPro perch'erano le più piccole disponibili e garantivano una risoluzione vicina a quella professionale. Una Phantom Cam fu utilizzata per filmare sequenze in ralenti estremo, alcune delle quali girate a 2 000 fotogrammi al secondo. 
Il processo di digital intermediate (DI) fu condotto presso gli Annapurna Studios di Hyderabad; fu importato un sistema DI di fascia alta e l'intero processo richiese sei mesi per il completamento. La cantante Ciṉmayi, che doppiò Samantha in Īga, dichiarò di aver riscontrato delle difficoltà per via dell'assenza della mosca nel filmato su cui lavorava. Rājamauḷi contattò Anuj Guruvāra per scrivere i dialoghi per la versione doppiata in hindī intitolata Makkhī. Il doppiaggio in hindī, iniziato ad Hyderabad, vide lo stesso Guruvāra come doppiatore hindī di Nāni. Ajay Devgn e sua moglie Kājōla prestarono le voci per il fuori campo durante i titoli di testa di Makkhī, interpretando i genitori che raccontano la trama del film alla loro bimba prima di andare a dormire. Le immagini che accompagnano i titoli di coda furono modificate per mostrare la mosca che imita alcune scene con Devgn, Salamāna K͟hāna e Akaśai Kumāra.

### Effetti speciali

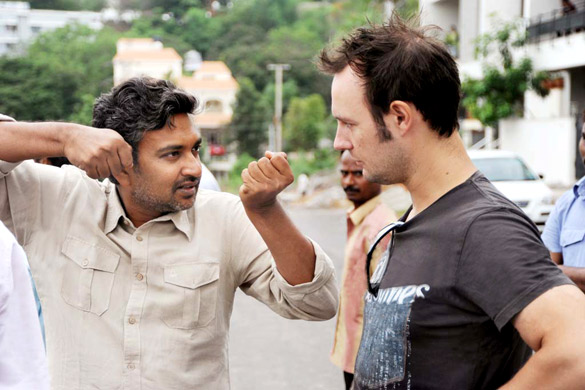
Rājamauḷi e Draper sul set

R. C. Kamalakannan e Pete Draper della Makuta VFX supervisionarono gli effetti visivi di Īga, e Rāhul Vēṇugōpāl fu supervisore del set e matte painter. Anche V. Śrīnivās Mōhan, che avrebbe poi collaborato con Rājamauḷi in Bāhubali: The Beginning, lavorò su una breve sequenza per la pellicola. Malgrado Rājamauḷi avesse inizialmente pianificato di completare il lavoro sulle animazioni delle mosca in quattro mesi, ne impiegò infine quattordici.
Il novanta per cento del lavoro d'animazione fu svolto ad Hyderabad, mentre il restante dieci per cento fu ultimato negli Stati Uniti. In un'intervista rilasciata a Indo-Asian News Service, Draper rivelò che per la progettazione della mosca aveva collaborato con tredici esperti e con un'ampia squadra di animatori. Dato che gli occhi della mosca compaiono nell'80 percento delle scene, Rājamauḷi pensò di renderli espressivi traendo ispirazione dal cortometraggio Luxo Jr. (1986) della Pixar. Il risultato della prima squadra di animatori fu però ritenuto insoddisfacente e Rājamauḷi stesso si dedicò poi a rielaborare i dettagli della mosca. Utilizzando un potente obiettivo, la troupe realizzò una difficile serie di riprese fotografiche di mosche prive di sensi, rinchiuse in una bottiglia conservata in frigorifero. Dopo averne ingrandito i dettagli, Rājamauḷi apportò modifiche estetiche al volto delle mosche per renderle più attraente sugli schermi. Una nuova squadra composta da Draper, tre concept artist, tre modellatori, due designer di shader, due designer di capelli e pelliccia, tre rigger e diversi animatori, impiegò due mesi per rimodellare le animazioni della mosca. La testa e la peluria dell'insetto furono progettati dopo aver completato il modello per il corpo e le ali. Per accelerare il processo, la mosca veniva rifinita quotidianamente servendosi di modelli in argilla. Gli animatori constatarono che le sequenze con Sudīp e la mosca erano quelle di più difficile realizzazione, perché l'insetto, scevro di espressioni facciali, doveva veicolare al pubblico le proprie emozioni solo attraverso le sottili zampe.
Per alcuni degli effetti speciali la progettazione in India non era possibile; la Makuta VFX si rivolse così a consulenti esterni d'animazione in Armenia, Cina, Iran, Israele, Russia, Regno Unito e Stati Uniti. La stessa squadra di Makuta VFX (30 membri) seguì un corso di formazione sulla teoria della recitazione e sui modelli degl'insetti. Īga fu il primo film indiano ad aver utilizzato grafiche computer-generate per quasi 90 minuti della sua durata; la pellicola consta di 2 234 scene di animazione dal vivo. A metà di giugno 2012, Rājamauḷi aveva già approvato 1 970 riprese; la versione finale fu mostrata alla troupe dopo l'approvazione delle 226 riprese rimaste in sospeso. Gli effetti visivi costarono circa ₹ 7 karōṛa (1,37 milioni USD).

## Colonna sonora
M. M. Kīravāṇi compose le colonne sonore di Īga e Nān Ī; di cinque canzoni ciascuna, la raccolta include una versione remixata del brano di apertura. Kīravāṇi asserì che, data l'universalità del tema della vendetta e del protagonista (una mosca), la sua «unica sfida» fu garantire che la musica fosse scevra di un «sapore etnico o regionale distinto» e che esprimesse al contempo un proprio «fascino». Egli inserì quindi all'interno della colonna sonora il ronzio prodotto dalle mosche, esagerandolo o riducendolo di volt'in volta, a seconda delle emozioni trasmesse dalla scena. Rājamauḷi incaricò Mataṉ Kārkki della stesura dei testi della colonna sonora di Nān Ī dopo l'uscita di Entiraṉ (2010), fornendogli chiarimenti sulla funzione di ogni brano nell'economia della trama. Il regista fornì a Kārkki profili dettagliati dei personaggi e inscenò anche alcuni passi della trama per aiutarlo a comporre testi che fossero adeguati al pathos della scena.
La colonna sonora di Īga fu pubblicata il 4 aprile 2012 in un evento promozionale allo Śāṃti Sarōvara, accademia del movimento Brahmākumārī a Gaccibauli, un sobborgo di Hyderabad. La colonna sonora di Nān Ī fu pubblicata il 2 maggio in un altro evento promozionale al Sathyam Cinema di Ceṉṉai. L'uscita della colonna sonora di Īga su iTunes fu posticipata al 7 aprile per contrastare la pirateria e in particolare i download illegali.
Scrivendo per The Hindu, Saṁgīta Dēvi Dundō ebbe a definire la colonna sonora «melodiosa [...] in netto contrasto con la musica di sottofondo, che passa senza soluzione di continuità dal sobrio al giocoso al pulsante». Un altro critico di The Hindu, S. R. Acōk Kumār, elogiò l'interpretazione di Vijay Prakāś in Koñcam Koñcam, apprezzò l'uso dei violini in Īṭā Īṭā e definì Lava Lava «a good number». Kārtīk Pasupulāṭa di The Times of India scrisse che Kīravāṇi «sembra riservare il meglio di sé» per Rājamauḷi, definendo la colonna sonora «una delle sue migliori».

## Distribuzione

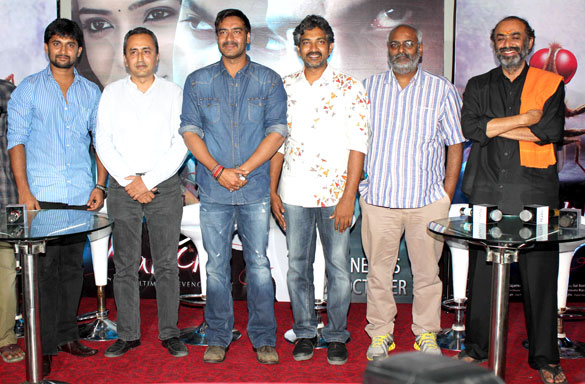
Da sinistra a destra: Nāni, Saṁjīva Lambā, Ajay Devgn, Ś. Ś. Rājamauḷi, M. M. Kīravāṇi e D. Surēṣ Bābu alla proiezione speciale di Makkhī, la versione doppiata in hindī di Īga, a Mumbai

Īga, insieme con Nān Ī e Īcca, uscì in circa 1 100 sale il 6 luglio 2012. Il governo del Tamilnadu impose una tassa d'intrattenimento su Nān Ī pari al 30%. La versione doppiata in hindī, titolata Makkhī, fu pubblicata il 12 ottobre 2012. Il lungomettraggio fu poi ulteriormente doppiato in swahili col titolo Inzi e distribuito con lo slogan Kisasi Cha Mwisho (lett. "mosca: la vendetta definitiva"). Inzi fu distribuito in Tanzania, Kenia, Uganda, Ruanda, Burundi e Repubblica del Congo, rendendo Īga il primo film telugu ad essere distribuito in Africa.
I diritti di distribuzione globale per la versione telugu furono ceduti per ₹ 34 karōṛa (6,24 milioni USD); PVP Cinema acquisì i diritti di distribuzione di Nān Ī per ₹ 5 karōṛa (918 mila USD). Al di fuori dell'India, a distribuire Īga e Nān Ī fu 14 Reels Entertainment in associazione con Ficus, Inc. Reliance Entertainment acquisì i diritti di distribuzione per Makkhī.

### Contrasto alla pirateria
La versione pirata del film fu pubblicata già a poche settimane dall'uscita nelle sale, filmata illegalmente in un cinema a Varadayyapāleṁ, nel distretto di Cittūru. Un'indagine forense sui watermark delle copie pirata stabilì poi che fu impiegata una videocamera. La filigrana digitale aiutò anche gl'investigatori a localizzare la fonte della pirateria di Nān Ī in un cinema di Coimbatore.
Secondo Rājamauḷi, Īga fu scaricato illegalmente 655 mila volte nel giro di una settimana a decorrere dalla diffusione in Rete della versione pirata. Rājamauḷi riferì che, come misura di contrasto alla pirateria, venne fornita alle autorità dell'immigrazione una base dati d'indirizzi IP d'indiani residenti all'estero che scaricano frequentemente contenuti, minacciando così potenziali ricadute negative sulle loro future domande di permesso di soggiorno negli Stati Uniti. La cellula antipirateria rimosse dalla Rete più di 2 mila collegamenti alle versioni pirata di Nān Ī.

### Edizioni home video
I diritti televisivi via satellite di Nān Ī furono venduti a Sun TV per ₹ 3,35 karōṛa (615 mila USD): un prezzo da primato per un regista telugu, che superò le aspettative iniziali di Rājamauḷi. I diritti di trasmissione televisiva per Makkhī furono venduti a STAR Gold per ₹ 8 karōṛa (1,47 milioni USD). Secondo l'amministratore generale di STAR Gold Hemal Jhaveri, la première televisiva di Makkhī conseguì un target rating point pari a 3,5; l'analista commerciale Śrītar Piḷḷai definì la performance «fenomenale».
Nel novembre 2012, Aditya Music pubblicò Īga in blu-ray con sottotitoli in inglese e audio surround DTS-HD MA 5.1; in allegato al film c'era un DVD documentario di due ore sulla sua realizzazione (making of). J. Hurtado di Twitch Film recensì la versione blu-ray, scrivendo: «La distorsione più evidente del film si manifesta sotto forma di una scala di contrasto fortemente compromessa, che porta a livelli di nero assurdi rimuovendo quasi completamente tutti i dettagli delle ombre». Hurtado definì l'audio «un qualcosa di meraviglioso, che offre una buona separazione e un basso rimbombante che ti pone al centro dell'azione di Īga in un modo che nemmeno la mia esperienza in sala avrebbe potuto offrire».

## Accoglienza

### Incassi
Secondo l'analista commerciale Kōmala Nāhaṭa, Īga guadagnò ₹ 17 karōṛa (3,33 milioni USD) nel sud dell'India nel solo primo giorno di pubblicazione. In dieci giorni, Nān Ī incassò ₹ 13 karōṛa (2,39 milioni USD) da 208 schermi nel Tamilnadu. Nel suo secondo fine settimana, Īga riscosse $ 253 334 da 42 sale negli Stati Uniti, portando il suo totale di dieci giorni nel Paese nordamericano a $ 913 046, in un momento in cui Nān Ī aveva già esatto un totale di $ 14 259 negli Stati Uniti. Nān Ī guadagnò ₹ 18 karōṛa (3,30 milioni USD) in tre settimane ai botteghini del Tamilnadu: un primato per un film bilingue, telugu-tamil. All'inizio di agosto 2012 la quota di distribuzione combinata per le versioni telugu e tamil ammontava a ₹ 57 karōṛa (11,15 milioni USD). La versione doppiata in hindī, Makkhī, a giugno 2015 non aveva conseguito lo stesso successo commerciale.
Secondo Bangalore Mirror, il film riscosse ₹ 115 karōṛa (22,50 milioni USD) a livello mondiale a partire da agosto 2012. Il suo fatturato globale lordo finale fu stimato tra ₹ 125 e 130 karōṛa (23-24 milioni di dollari). Dopo  guadagnato ₹ 24,66 karōṛa (4,83 milioni USD), con una quota di distribuzione di ₹ 8,5 karōṛa (1,56 milioni USD) in 50 giorni, la pellicola fu dichiarato il film bilingue col maggior incasso nel Tamilnadu. Il film batté il primato detenuto da Arundhati (2009), la cui versione doppiata in tamil aveva guadagnato una quota di distribuzione di ₹ 6,5 karōṛa (1,19 milioni USD).
L'Indo-Asian News Service riferì che Īga fu il film telugu col maggior incasso del 2012, ma il Bangalore Mirror sostenne che fu solo il secondo più alto (dopo Gabbar Siṁg) in termini d'incassi ai botteghini. Secondo il Deccan Herald, Īga e Julāyi furono gli unici film telugu ad alto budget del 2012 a raggiungere il pareggio di bilancio tra spese ed entrate e ad aver ricevuto una risposta positiva da parte del pubblico. Makkhī aprì male, malgrado il passaparola positivo, finendo poi per riscuotere incassi limitati. Per quanto riguarda Makkhī, Rājamauḷi ritenne che la pellicola fosse stata presentata male e non avesse pertanto raggiunto il suo pubblico potenziale, malgrado una migliore accoglienza in televisione; sicché Rājamauḷi intraprese una collaborazione col regista Karaṇa Jauhara, da lui ritenuto «l'anello mancante», per la presentazione della versione doppiata in hindī del suo film successivo, Bāhubali: The Beginning.

### Critica
Sul sito aggregatore di recensioni Rotten Tomatoes la totalità (100%) delle 10 recensioni dei critici sono positive, con una valutazione media di 7,5/10.
Paratvāj Raṅkaṉ, scrivendo per The Hindu, affermò che pur in assenza d'un protagonista umano, ma con solo un cattivo e un'eroina, lo spettatore è «guidato attraverso una storia ch'è divertente, sentimentale, ricca di azione, romantica; c'è persino un po' di occultismo buttato dentro». Sempre per The Hindu, Mālati Raṅkarājaṉ scrisse: «Celebriamo il frutto dell'immaginazione [di Rājamauḷi] che ha fatto apparire la mosca domestica invincibile come uno qualsiasi dei nostri eroi muscolosi». Kariśmā Upādhyāya del The Telegraph definì il film «un vincitore dal primo all'ultimo fotogramma» e elogiò la sceneggiatura di Rājamauḷi, riconoscendo che riuscì a rendere «l'assurdo reale, spingendoti ad accettare qualsiasi cosa ti scagli addosso». J. Hurtado di Twitch Film definì Īga «il film migliore, il più folle e il più inventivo dell'anno», ed elogiò la sceneggiatura di Rājamauḷi, gli effetti visivi e la recitazione di Sudīp, definendo quest'ultima «legittimamente esilarante». V. S. Rājapura d'Indo-Asian News Service attribuì a Īga quattro stelle su cinque, encomiandone la qualità recitativa e la musica; Rājapura apprezzò in specie gli effetti visivi, affermando che l'arduo lavoro svolto dall'intero team era «chiaramente visibile sullo schermo». Un recensore di Sify definì Īga un «fantasy evasivo, simile a un fumetto» che «ti catapulta in un'esperienza così profonda che nient'altro conta davvero».
Rādhikā Rājamaṇi di Rediff.com assegnò a Īga quattro stelle su cinque: elogiandone gli effetti visivi, le performance degli attori e la cinematografia, affermò che Sudīp «è una gioia da guardare sullo schermo». Kārtīk Pasupulāṭa e M. Cukanta di The Times of India assegnarono entrambi a Īga quattro stelle su cinque; Pasupulāṭa affermò che la pellicola offre la «corsa mozzafiato della stagione, probabilmente del decennio, con un brivido al secondo». Cukanta lo ebbe a definire un «pezzo di bravura del cinema commerciale che è un trionfo incondizionato sotto ogni aspetto». Rājīva Masaṁda di News18 assegnò al film quattro stelle su cinque e ne elogiò il concept, affermando che Sudīp interpretò il proprio ruolo con un «vero stile da fumetto» e una «sfumatura da cartone animato». Scrivendo per Bollywood Hungama, Subhāṣa K. Jhā elogiò la «narrazione tagliente e concisa» di Īga, che mise in ombra la «trama traballante». Soggiunse inoltre: «Temerariamente astuto e originale, è questo l'intrattenitore della stagione». Anupamā Cōpaṛā assegnò alla pellicola quattro stelle su cinque in una recensione per l'Hindustan Times, definendola «un folle giro sulle montagne russe che vale la pena fare» e «il film più stravagante visto negli ultimi anni». Śabānā Aṃsārī valutò Īga con tre stelle su cinque in una recensione per il Daily News and Analysis e definì la mosca animata un «eroe indiano della nuova era» con «idee elevate».
Kruthi Grover di The New Indian Express scrisse che Īga manca di una struttura opportuna, quantunque gli effetti visivi e il montaggio siano efficaci; soggiunse che la pellicola si riduce a un «film d'animazione sciocco per bambini» dopo la nascita della mosca. Recensendo Makkhī per Dainika Bhāskara, Mayaṃka Śekhara affermò che la premessa del film è stata estesa ben oltre il suo potenziale narrativo e che, di conseguenza, «continua e continua e continua» nella sua «forma originale, pacchiana e grezza».

#### Tematiche trattate e analisi

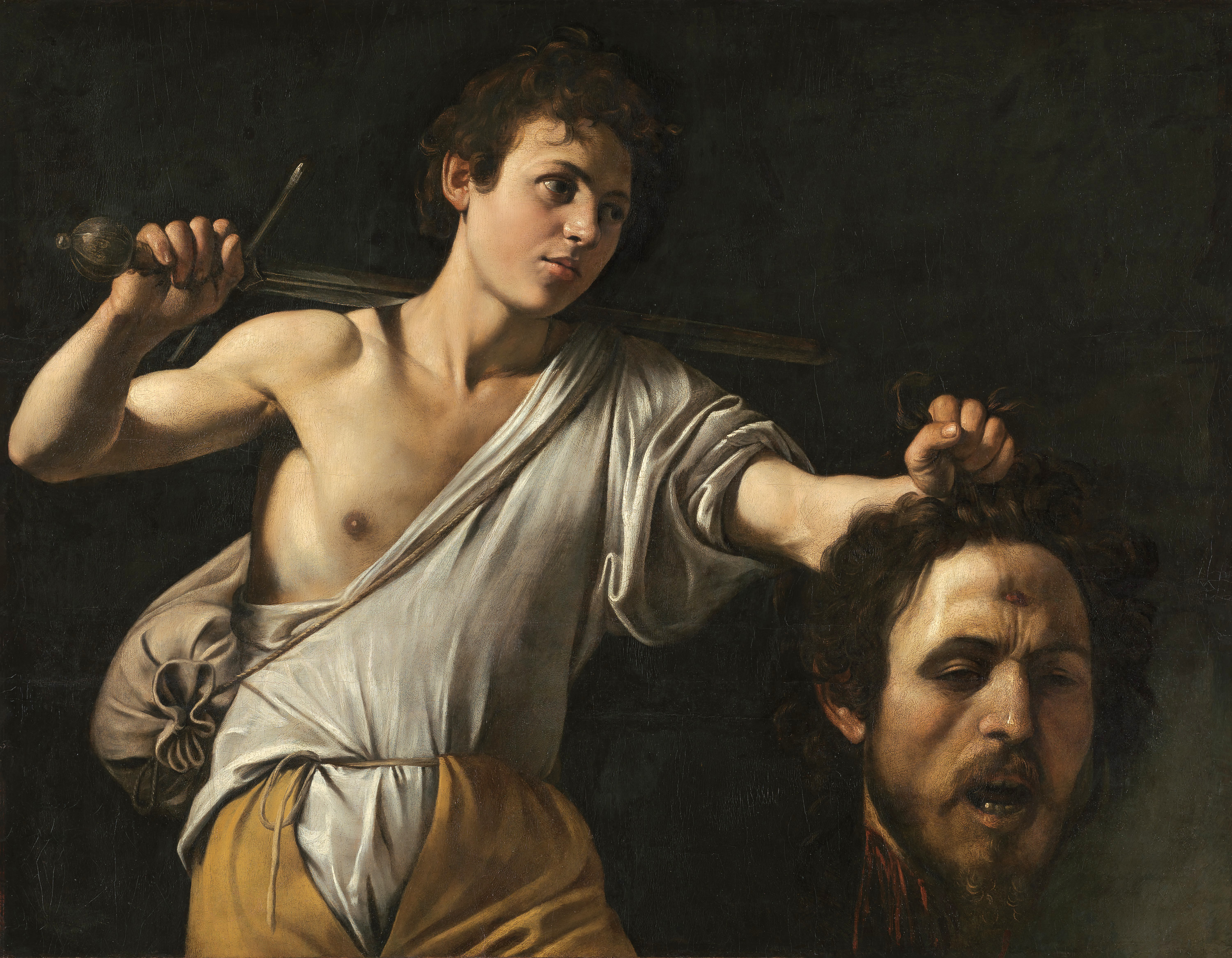
Rājamauḷi paragonò la battaglia tra la mosca e Sudīp a quella tra Davide e Golia (nel dipinto), sottolinenando l'importanza delle vittorie degli sfavoriti.
----
Nell'immagine: Caravaggio, Davide con la testa di Golia. Kunsthistorisches Museum, Vienna.

Il tema principale del film è la vendetta: l'anima di un uomo assassinato si reincarna in una mosca e anela una punizione contro il proprio assassino. Rājamauḷi stesso individuò alcuni paralleli con La mosca (The Fly, 1986) di David Cronenberg, in cui uno scienziato si trasforma in una mosca a causa di un esperimento finito male; il regista descrisse Īga come un «socio-fantasy» piuttosto che un film di fantascienza a tutti gli effetti. In un incontro con gli studenti del campus dell'Annapurna International School of Film and Media (AIFSM), Rājamauḷi paragonò la battaglia tra la mosca e Sudīp, vinta dalla mosca sfavorita, al trionfo di Davide su Golia e alla vittoria dell'India nella Coppa del Mondo di cricket 1983. Crazy Mohan paragonò la pellicola ad Apūrva Cakōtararkaḷ (1989), un film drammatico incentrato sulla vendetta il cui protagonista Appu, interpretato da Kamal Hācaṉ, è un nano.
Mohan dichiarò a Mālati Raṅkarājaṉ di The Hindu che malgrado la sceneggiatura del film abbia delle similitudini con Stuart Little (1999) e con Shrek (2001), l'idea di una trama in cui un qualcuno si trovasse in vicissitudini e difficoltà dovute ai tormenti di una mosca era affatto originale. Lo storico del cinema e attore tamil Mōkaṉ Rāmaṉ osservò inoltre che Nān Ī manca di un vero protagonista umano, a differenza di Nalla Nēram (1972) e Nīyā (1979) che pure eran incentrati su animali. Il critico cinematografico Paratvāj Raṅkaṉ osservò che il protagonista di Īga, per converso di quelli dei film d'animazione della Walt Disney, è un soggetto realistico, tranne per quelle scene in cui caratterizzato con tratti antropomorfi. Mid-Day paragonò Īga a Cockroach (2010), un cortometraggio australiano su un uomo che si reincarna in uno scarafaggio dopo aver perso la sua vita in un incidente nel giorno del suo matrimonio.

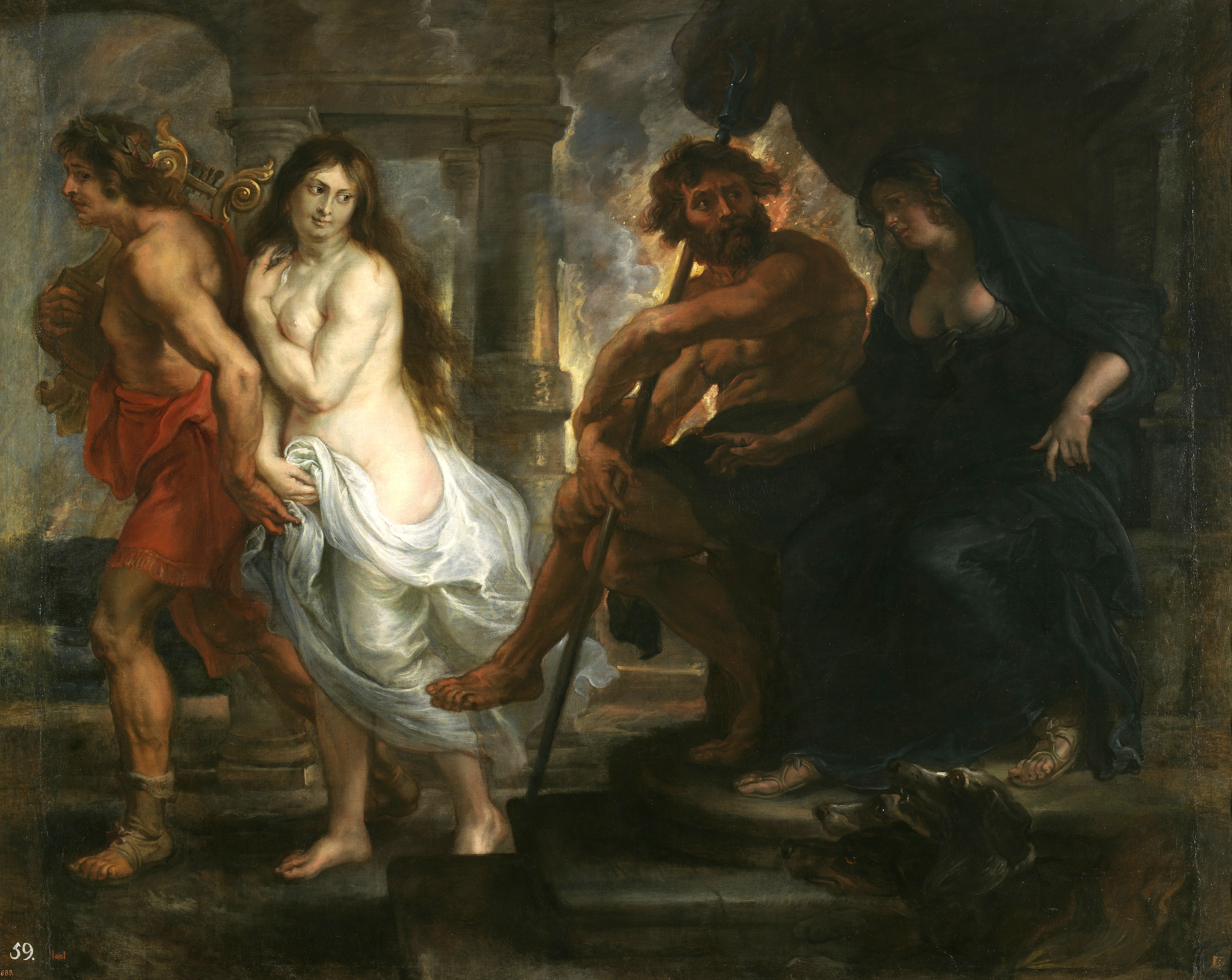
Quello dell'amore dopo la morte è uno stilema che ha echi anche nella cultura classica occidentale, come ad esempio nel mito di Orfeo, contenuto nelle Metamorfosi di Ovidio e nelle Georgiche di Virgilio.
----
Nell'immagine: P. P. Rubens, Orfeo ed Euridice. Museo del Prado, Madrid.

Il tema secondario della pellicola è la sopravvivenza dell'amore oltre la morte. Raṅkaṉ paragonò Īga a un film sui fantasmi, in cui è frequente che un protagonista defunto faccia ritorno dai suoi cari come anima tormentata. Mālini Mannat di The New Indian Express trovò la scena in cui la mosca ostacola il tentativo di Sudīp di avvicinarsi a Biṁdu simile a una del film Ghost (1990). Mayaṃka Śekhara criticò la relazione tra i due protagonisti, sostenendo che il modo in cui Nāni corteggia Biṁdu contribuisce a promuovere lo stalking come forma accettabile di romanticismo. Mālati Raṅkarājaṉ osservò come il «passo estremo» di assassinare l'eroe compiuto dall'antagonista già dapprincipio del film contrasta col topos di antagonista-tipo la cui brama per la protagonista femminile si configura solo come minaccia potenziale all'eroe-protagonista.
Quanto all'uso del tantrismo, Kruthi Grover di New Indian Express trovò la morte dello stregone simile alla storia di Bhasmāsura, un demone della mitologia indiana a cui Siva conferisce il potere di ridurre una persona in cenere toccandole la testa. Allorché Bhasmāsura tenta di toccare la testa di Siva, Visnù assume la forma di Mohinī e fa sì che Bhasmāsura tocchi invece la propria testa, dandosi da solo la morte. Secondo Mālati Raṅkarājaṉ, le tematiche del tantrismo e della magia nera rappresentate nel film rimandano all'uso dell'occulto come espediente narrativo nei film diretti da B. Viṭhṭhalācārya.

## Riconoscimenti
Īga ricevette il premio per il miglior lungometraggio in telugu e per i migliori effetti speciali in occasione del 60° National Film Awards. Ricevette poi il B. Nagi Reddy Memorial Award come miglior sano intrattenimento dal governo dell'Āṁdhra Pradeś. Al 60° Filmfare Awards South, Īga ottenne sette candidature e riscosse cinque premi, tra cui Miglior film – telugu, Miglior regista – telugu e Miglior attore non protagonista – telugu (Sudīp).

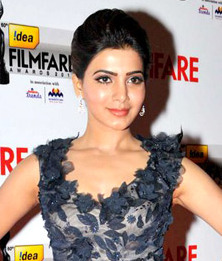
Samantha alla cerimonia del 60° Filmfare Awards South, dove vinse il premio come miglior attrice in telugu per Īga.

Samantha vinse il premio Filmfare come miglior attrice nelle categorie telugu e tamil per le sue interpretazioni in Īga e in Nī Tāṉē Eṉ Poṉvacantam, divenendo la terza attrice indiana detentrice di questi premi in entrambe le lingue nello stesso anno (dopo J. Jeyalalitā e Rēvati, che vinsero nel 1972 e nel 1993 i premi come miglior attrice per Śrī Kr̥ṣṇa Satya e Paṭṭikkāṭā Paṭṭaṇamā e per Tēvar Makaṉ e Aṁkuraṁ, rispettivamente). Al 2° South Indian International Movie Awards, Īga ricevette sette candidature e vinse tre premi: miglior film, miglior direttore della fotografia e miglior attore in un ruolo negativo. Ravīṁdar Reḍḍi vinse il premio per la miglior direzione artistica al Fantaspoa International Fantastic Film Festival del 2013 in Brasile per il suo lavoro in Īga. In concorso all'ottava rassegna annuale del Toronto After Dark Film Festival nel novembre 2013, il film riscosse nove premi, tra cui il premio per la pellicola più originale, il premio per il miglior film da guardare con una folla e il premio per i migliori effetti speciali. Al 7° Vijay Awards, nel 2013, Sudīp vinse il premio come miglior cattivo per la sua interpretazione in Nān Ī. Īga ottenne otto premi ai Premi Nandi del 2012, tra cui miglior regista, miglior cattivo e miglior direttore musicale rispettivamente per Rājamauḷi, Sudīp e M. M. Kīravāṇi.
La versione telugu del film fu presentata ai festival cinematografici di tutt'il mondo. Nel dicembre 2012 vi fu la proiezione all'annuale Chennai International Film Festival. Proiettato ai festival cinematografici L'Étrange e Sundance, fu poi l'unico film telugu proiettato nella sezione Marché du Film del Festival di Cannes del 2013 e nella sezione panorama dello Shanghai International Film Festival del 2013.
In concorso al Festival internazionale del cinema di Madrid, Īga fu l'unico film telugu a ricevere sei candidature e il primo film indiano candidato come miglior film. Le candidature all'edizione del 2013 includevano le categorie miglior film, miglior attore non protagonista (Sudīp) e miglior direttore della fotografia (Seṁthil Kumār). Il film fu invitato al Bucheon International Fantastic Film Festival del 2013 in Corea del Sud, e fu il quinto film in lingua straniera proiettato al 18° Busan International Film Festival nell'ottobre 2013.

## Influenza culturale

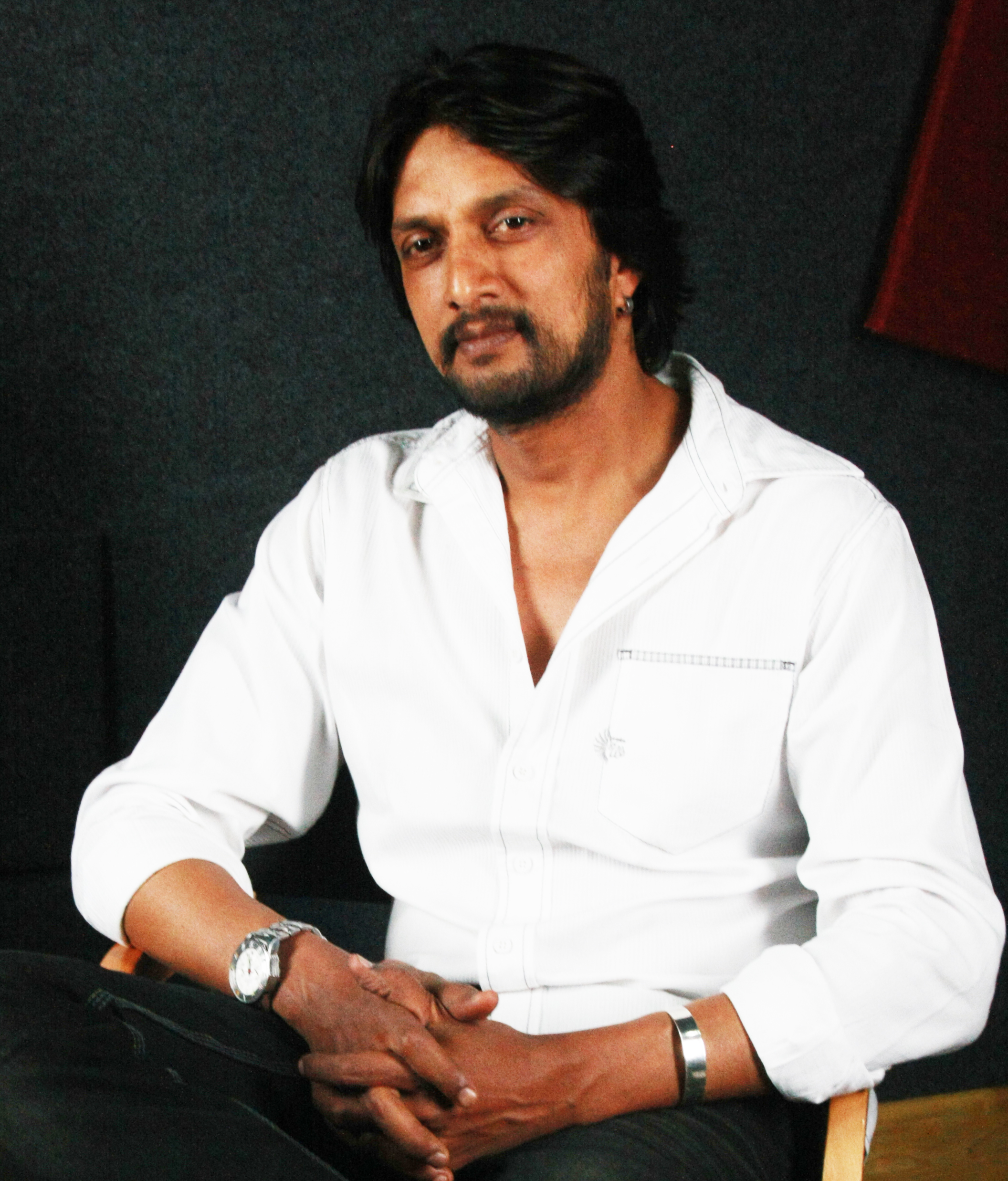
Il successo di Īga garantì a Sudīp il riconoscimento nazionale e il plauso dei colleghi del mondo del cinema, tra cui Iraciṉikāntu e Nāgārjuna.

Grazie alle doti recitative dimostrate in Īga, Sudīp ottenne riconoscimento nazionale dai colleghi attori; Iraciṉikāntu gli disse: «Pensavo di essere il miglior cattivo finora. Ma mi hai battuto». La sua performance fu apprezzata anche da altre celebrità indiane come Nāgārjuna, Mahēś Bābu e Rām Gōpāl Varma; Varma affermò di aver riconosciuto nel film il potenziale di Sudīp, soggiungendo: «In molti danno per scontata la sua recitazione in quel film, per quanto concerne le sue espressioni quand'interagisce con la mosca; ma come regista, so bene quanto sia difficile recitare quando puoi solo immaginare che la mosca si trovi lì». La performance di Sudīp in Nān Ī impressionò il regista Cimpu Tēvaṉ, che lo scelse come antagonista in Puli (2015).
Parlando del centenario del cinema indiano al CII Media & Entertainment Summit 2012, il regista Śekhara Kapūra sostenne che il cinema regionale stesse superando il cinema hindī in termini di contenuti e storie e citò Īga com'esempio. Kapūra soggiunse d'esser rimasto impressionato dalla storia e dall'uso della tecnologia, e lo definì «nientemeno di un film hollywoodiano di supereroi». Śāharuk͟ha K͟hāna definì Īga un film «straordinariamente originale», da vedere coi bambini. Lāvaṇya Tripāṭhi citò la performance di Nāni in Īga come uno dei motivi per cui lavorò con lui in Bhalē Bhalē Magāḍivōy (2015).
Īga fu parodiato due volte nel film commedia Suḍigāḍu (2012) di Bhīmanēni Śrīnivāsa Rāvu: quando una ragazzina chiede al padre di raccontarle una favola della buonanotte nei titoli di testa e in una scena in cui il protagonista minaccia di uccidere una boss della malavita con armi progettate da Rājamauḷi, tra cui l'ago della mosca. Nel dicembre 2012 Īga e Sudīp erano in vetta alle liste "I cinque migliori film telugu del 2012" e "I migliori attori telugu del 2012" redatte da Radhika Rajamani per Rediff.com; a suo avviso, Sudīp aveva impresso un segno «indelebile» nel film e aveva fornito un'«attestazione eccezionalmente buona» di sé stesso com'antagonista. Śobha Vāryar di Reddif inserì Sudīp nella sua lista dei "Migliori attori tamil del 2012", scrivendo che la sua recitazione è stata «così superlativa e di gran lunga superiore a quella di qualsiasi altro attore in tamil» che «dev'essere definita la migliore performance dell'anno». Radhika Rajamani classificò Rājamauḷi al primo posto nella sua lista "Migliori registi telugu del 2012", pubblicata nel gennaio 2013. Nel 2020, Sankeertana Verma di Film Companion incluse il film nella sua lista dei «25 migliori film telugu del decennio».
Adam Nayman di The Ringer inserì Īga tra «I 25 migliori film stranieri del decennio». Nell'agosto 2015, Pooja Darade di The Times of India incluse Īga nella sua lista di «film telugu da guardare prima di morire», affermando che la pellicola «ha fissato uno standard elevato riguardo all'uso efficace della creatività». In un'intervista dell'aprile 2016 rilasciata a The Hindu, l'attore tamil Cūryā affermò che film come Sāgara Saṁgamaṁ (1983), Īga, Bāhubali: The Beginning e Manaṁ (2014) sono ricordati assai più a lungo rispetto ai film più convenzionali.
Nel 2019, il film è stata ampiamente condiviso sui social media nei Paesi di lingua spagnola per via della sua trama unica che coinvolgeva una mosca in cerca di vendetta contro un essere umano.

## Sequel
Nel 2024 è stato annunciato un sequel titolato Īga 2, che vedrà la partecipazione di Ram Charan e Samantha.